# Lamont (Alberta)
Lamont (offiziell Town of Lamont) ist eine Gemeinde im Zentrum von Alberta, Kanada, welche seit 1968 den Status einer Kleinstadt (englisch Town) hat. Sie liegt etwa 65 Kilometer nordöstlich von Edmonton in der Region Zentral-Alberta und ist der nördlich Zugang zum Elk-Island-Nationalpark. Die Kleinstadt ist Verwaltungssitz des Verwaltungsbezirkes („Municipal District“) Lamont County.
Die ersten Siedler ließen sich hier 1892 nieder. 1905 erschloss dann eine Strecke der Canadian Northern Railway die Region und die Eisenbahngesellschaft benannte ihre neue Station „Lamont“ nach John Henderson Lamont, einem ehemaligen Richter am Obersten Gerichtshof von Kanada. 1910 erhielt die Siedlung dann den Status eines Dorfes und 1912 wurde ein Krankenhaus errichtet.

## Demographie
Der Zensus im Jahr 2016 ergab für die Gemeinde eine Bevölkerungszahl von 1774 Einwohnern, nachdem der Zensus im Jahr 2011 für die Gemeinde noch eine Bevölkerungszahl von 1753 Einwohnern ergab. Die Bevölkerung hat dabei im Vergleich zum letzten Zensus im Jahr 2011 deutlich schwächer als die Entwicklung in der Provinz nur um 1,2 % zugenommen, bei einer Bevölkerungszunahme von 11,6 % im Provinzdurchschnitt. Bereits im Zensuszeitraum 2006 bis 2011 hatte sich die Einwohnerzahl in der Gemeinde mit einer Zunahme von 5,0 % deutlich schwächer als im Provinzdurchschnitt, während sie dort um 10,8 % zunahm, entwickelt.

## Verkehr
Lamont ist für den Straßenverkehr durch den Alberta Highway 15 und den Alberta Highway 29, die sich hier mit dem regionalen Alberta Highway 831 kreuzen, erschlossen. Weiterhin passiert eine Eisenbahnstrecke der Canadian National Railway die Gemeinde.

## Persönlichkeiten
- Ed Stelmach (* 1951), Politiker und ehemaliger Premierminister der Provinz